# 栗澤氏
栗澤氏（くりさわし）は、諏訪氏の一族。諏訪氏を中核として諏訪明神の氏人によって鎌倉時代に形成された武士団・諏訪神党を構成した内の１家。諏訪敦家の子で栗（粟？）澤七郎を称した敦方が家祖という。
（信濃国諏訪郡粟沢村発祥の粟澤氏と混同あり？）